# Nedjałko Petrow
Nedjałko Petrow Petrow (bg. Недялко Петров Петров; ur. 8 lipca 1995) – bułgarski zapaśnik startujący w stylu klasycznym. Zajął dwunaste miejsce na mistrzostwach świata w 2022 roku.
Piąty na mistrzostwach Europy w 2018. Dziewiąty w indywidualnym Pucharze Świata w 2020. Trzeci na ME juniorów w 2015 roku.